# Szlovénia a 2020. évi nyári olimpiai játékokon
Szlovénia a japán Tokióban megrendezett 2020. évi nyári olimpiai játékok egyik részt vevő nemzete volt. Az országot az olimpián 14 sportágban 53 sportoló képviselte, akik összesen 5 érmet szereztek.

## Érmesek
| Érem  | Versenyző       | Sportág      | Versenyszám                |
| ----- | --------------- | ------------ | -------------------------- |
| Arany | Benjamin Savšek | Kajak-kenu   | Férfi szlalom kenu egyes   |
| Arany | Primož Roglič   | Kerékpározás | Férfi egyéni időfutam      |
| Arany | Janja Garnbret  | Sportmászás  | Női kombinált              |
| Ezüst | Tina Trstenjak  | Cselgáncs    | Női váltósúly              |
| Bronz | Tadej Pogačar   | Kerékpározás | Férfi egyéni mezőnyverseny |

## Asztalitenisz
Férfi
| Versenyző                           | Versenyszám | Selejtező         | 64-es főtábla                               | 48-as főtábla                                                    | 32-es főtábla                                                | Nyolcaddöntő | Negyeddöntő                                             | Elődöntő          | Döntő             | Helyezés |
| Versenyző                           | Versenyszám | Ellenfél Eredmény | Ellenfél Eredmény                           | Ellenfél Eredmény                                                | Ellenfél Eredmény                                            | Ellenfél Eredmény                                                                                                | Ellenfél Eredmény                                       | Ellenfél Eredmény | Ellenfél Eredmény | Helyezés |
| ----------------------------------- | ----------- | ----------------- | ------------------------------------------- | ---------------------------------------------------------------- | ------------------------------------------------------------ | --- | ------------------------------------------------------- | ----------------- | ----------------- | -------- |
| Darko Jorgić                        | Egyes       | erőnyerő          | erőnyerő                                    | Álvaro Robles (ESP) · 11–2, 12–10, 5–11, 9–11, 5–11, 15–13, 11–8 | Liam Pitchford (GBR) · 11–8, 7–11, 12–10, 11–13, 11–9, 12–10 | Harimoto Tomokazu (JPN) · 10–12, 11–9, 11–3, 10–12, 8–11, 11–7, 11–7                                             | Lin Jün-zsu (Lin Yun-ju) (TPE) · 4–11, 7–11, 4–11, 6–11 | kiesett           | kiesett           | 5.       |
| Bojan Tokič                         | Egyes       | erőnyerő          | Jeremy Hazin (CAN) · 11–7, 11–9, 11–5, 11–7 | Tomislav Pucar (CRO) · 11–9, 11–8, 11–9, 12–10                   | Hugo Calderano (BRA) · 11–13, 7–11, 11–7, 9–11, 10–12        | kiesett | kiesett                                                 | kiesett           | kiesett           | 17.      |
| Darko Jorgić Deni Kožul Bojan Tokič | Csapat      |                   |                                             |                                                                  |                                                              | Dél-Korea (KOR) · Csong Jongsik (Jeong Young-Sik) · I Szangszu (Lee Sang-Su) · Csang Udzsin (Jang Woo-jin) · 1–3 | kiesett                                                 | kiesett           | kiesett           | 9.       |

## Atlétika
Férfi
| Versenyző    | Versenyszám | Előfutam | Előfutam | Előfutam | Elődöntő | Elődöntő | Elődöntő | Döntő   | Döntő    |
| Versenyző    | Versenyszám | Idő      | Hely.    | Össz.    | Idő      | Hely.    | Össz.    | Idő     | Helyezés |
| ------------ | ----------- | -------- | -------- | -------- | -------- | -------- | -------- | ------- | -------- |
| Luka Janežič | 400 m       | 45,44    | 5.       | 18.      | 45,36    | 7.       | 15.      | kiesett | kiesett  |

| Versenyző    | Versenyszám   | Selejtező | Selejtező | Döntő    | Döntő    |
| Versenyző    | Versenyszám   | Eredmény  | Helyezés  | Eredmény | Helyezés |
| ------------ | ------------- | --------- | --------- | -------- | -------- |
| Kristjan Čeh | Diszkoszvetés | 65,45 m   | 3.        | 66,37 m  | 5.       |

Női
| Versenyző             | Versenyszám    | Selejtező | Selejtező | Selejtező | Előfutam      | Előfutam      | Előfutam      | Elődöntő | Elődöntő | Elődöntő | Döntő   | Döntő    |
| Versenyző             | Versenyszám    | Idő       | Hely.     | Össz.     | Idő           | Hely.         | Össz.         | Idő      | Hely.    | Össz.    | Idő     | Helyezés |
| --------------------- | -------------- | --------- | --------- | --------- | ------------- | ------------- | ------------- | -------- | -------- | -------- | ------- | -------- |
| Maja Mihalinec Zidar  | 100 m          | kiemelt   | kiemelt   | kiemelt   | 11,54         | 5.            | 43.*          | kiesett  | kiesett  | kiesett  | kiesett | kiesett  |
| Maja Mihalinec Zidar  | 200 m          |           |           |           | 23,62         | 4.            | 35.           | kiesett  | kiesett  | kiesett  | kiesett | kiesett  |
| Anita Horvat          | 400 m          |           |           |           | 52,34         | 6.            | 28.           | kiesett  | kiesett  | kiesett  | kiesett | kiesett  |
| Klara Lukan           | 5000 m         |           |           |           | nem ért célba | nem ért célba | nem ért célba |          |          |          | kiesett | kiesett  |
| Maruša Mišmaš-Zrimšek | 3000 m akadály |           |           |           | 9:23,36       | 2.            | 10.           |          |          |          | 9:14,84 | 6.       |

| Versenyző  | Versenyszám | Selejtező | Selejtező | Döntő    | Döntő    |
| Versenyző  | Versenyszám | Eredmény  | Helyezés  | Eredmény | Helyezés |
| ---------- | ----------- | --------- | --------- | -------- | -------- |
| Tina Šutej | Rúdugrás    | 455 cm    | 1.**      | 450 cm   | 5.*      |

* – két másik versenyzővel azonos eredményt ért el

** – hét másik versenyzővel azonos eredményt ért el

## Cselgáncs
Férfi
| Versenyző     | Versenyszám | 32-es főtábla                       | Nyolcaddöntő                          | Negyeddöntő                 | Elődöntő          | Vigaszág elődöntő                   | Bronz- mérkőzés   | Döntő             | Helyezés |
| Versenyző     | Versenyszám | Ellenfél Eredmény                   | Ellenfél Eredmény                     | Ellenfél Eredmény           | Ellenfél Eredmény | Ellenfél Eredmény                   | Ellenfél Eredmény | Ellenfél Eredmény | Helyezés |
| ------------- | ----------- | ----------------------------------- | ------------------------------------- | --------------------------- | ----------------- | ----------------------------------- | ----------------- | ----------------- | -------- |
| Adrian Gomboc | Harmatsúly  | Steven Mungandu (ZAM) · 10(1)–00(3) | Heorhij Zantaraja (UKR) · 01(2)–00(2) | An Baul (KOR) · 00(3)–10(0) |                   | Baruch Shmailov (ISR) · 00(1)–01(0) | kiesett           |                   | 7.       |

Női
| Versenyző        | Versenyszám | 32-es főtábla                               | Nyolcaddöntő                        | Negyeddöntő                            | Elődöntő                              | Vigaszág elődöntő                     | Bronz- mérkőzés                      | Döntő                                   | Helyezés |
| Versenyző        | Versenyszám | Ellenfél Eredmény                           | Ellenfél Eredmény                   | Ellenfél Eredmény                      | Ellenfél Eredmény                     | Ellenfél Eredmény                     | Ellenfél Eredmény                    | Ellenfél Eredmény                       | Helyezés |
| ---------------- | ----------- | ------------------------------------------- | ----------------------------------- | -------------------------------------- | ------------------------------------- | ------------------------------------- | ------------------------------------ | --------------------------------------- | -------- |
| Maruša Štangar   | Légsúly     | Kang Yu-jeong (KOR) · 10(0)–01(0)           | Paula Pareto (ARG) · 00(0)–10(0)    | kiesett                                | kiesett                               | kiesett                               | kiesett                              | kiesett                                 | 9.       |
| Kaja Kajzer      | Könnyűsúly  | Dordzsszürengín Szumija (MGL) · 01(2)–00(0) | Lien Chen-ling (TPE) · 10(0)–00(3)  | Nora Gjakova (KOS) · 00(1)–11(0)       |                                       | Timna Nelson-Levy (ISR) · 10(2)–00(0) | Jessica Klimkait (CAN) · 00(2)–01(1) |                                         | 5.       |
| Tina Trstenjak   | Váltósúly   | Han Hee-ju (KOR) · 01(1)–00(2)              | Cristina Cabaña (ESP) · 10(1)–00(0) | Anriquelis Barrios (VEN) · 10(0)–01(2) | Maria Centracchio (ITA) · 10(1)–00(1) |                                       |                                      | Clarisse Agbegnenou (FRA) · 00(2)–01(1) |          |
| Anamari Velenšek | Nehézsúly   | Nina Cutro-Kelly (USA) · 10(0)–01(0)        | Maria Altheman (BRA) · 00(3)–10(1)  | kiesett                                | kiesett                               | kiesett                               | kiesett                              | kiesett                                 | 9.       |

## Golf
| Versenyző  | Versenyszám | 1. forduló | 1. forduló | 2. forduló | 2. forduló | 3. forduló | 3. forduló | 4. forduló | 4. forduló | Összesen | Összesen | Összesen |
| Versenyző  | Versenyszám | Pont       | Par        | Pont       | Par        | Pont       | Par        | Pont       | Par        | Pontszám | Par      | Helyezés |
| ---------- | ----------- | ---------- | ---------- | ---------- | ---------- | ---------- | ---------- | ---------- | ---------- | -------- | -------- | -------- |
| Pia Babnik | Női egyéni  | 71         | 0          | 71         | 0          | 73         | +2         | 67         | −4         | 282      | −2       | 34.      |

## Íjászat
Férfi
| Versenyző     | Versenyszám | Selejtező | Selejtező | 64-es főtábla                   | 32-es főtábla     | Nyolcaddöntő      | Negyeddöntő       | Elődöntő          | Döntő             | Helyezés |
| Versenyző     | Versenyszám | Pont      | Kiemelés  | Ellenfél Eredmény               | Ellenfél Eredmény | Ellenfél Eredmény | Ellenfél Eredmény | Ellenfél Eredmény | Ellenfél Eredmény | Helyezés |
| ------------- | ----------- | --------- | --------- | ------------------------------- | ----------------- | ----------------- | ----------------- | ----------------- | ----------------- | -------- |
| Žiga Ravnikar | Egyéni      | 651       | 41.       | Mauro Nespoli (ITA) (24.) · 0–6 | kiesett           | kiesett           | kiesett           | kiesett           | kiesett           | 33.      |

## Kajak-kenu

### Gyorsasági
Női
| Versenyző                             | Versenyszám        | Előfutam | Előfutam | Előfutam | Negyeddöntő | Negyeddöntő | Negyeddöntő | Elődöntő      | Elődöntő      | Elődöntő      | Döntő   | Döntő    | Döntő    | Helyezés |
| Versenyző                             | Versenyszám        | Idő      | Hely.    | Össz.    | Idő         | Hely.       | Össz.       | Idő           | Hely.         | Össz.         | Típus   | Idő      | Helyezés | Helyezés |
| ------------------------------------- | ------------------ | -------- | -------- | -------- | ----------- | ----------- | ----------- | ------------- | ------------- | ------------- | ------- | -------- | -------- | -------- |
| Anja Osterman                         | Kajak egyes 500 m  | 1:49,402 | 1.       | 11.      | erőnyerő    | erőnyerő    | erőnyerő    | 1:54,235      | 5.            | 17.           | C       | 1:55,051 | 1.       | 17.      |
| Špela Ponomarenko Janić               | Kajak egyes 500 m  | 1:50,498 | 4.       | 20.      | 1:49,680    | 2.          | 5.          | 1:54,710      | 6.            | 21.           | C       | 1:56,066 | 4.       | 20.      |
| Špela Ponomarenko Janić Anja Osterman | Kajak kettes 500 m | 1:48,509 | 4.       | 14.      | 1:46,929    | 1.          | 1.          | nem ért célba | nem ért célba | nem ért célba | kiesett | kiesett  | kiesett  | 16.      |

### Szlalom
Férfi
| Versenyző       | Versenyszám | Selejtező | Selejtező | Selejtező | Selejtező | Selejtező     | Selejtező     | Elődöntő | Elődöntő | Döntő   | Döntő    |
| Versenyző       | Versenyszám | 1. futam  | 1. futam  | 2. futam  | 2. futam  | Jobb eredmény | Jobb eredmény | Elődöntő | Elődöntő | Döntő   | Döntő    |
| Versenyző       | Versenyszám | Pont      | Hely.     | Pont      | Hely.     | Pont          | Hely.         | Pont     | Hely.    | Pont    | Helyezés |
| --------------- | ----------- | --------- | --------- | --------- | --------- | ------------- | ------------- | -------- | -------- | ------- | -------- |
| Peter Kauzer    | Kajak egyes | 93,04     | 4.        | 105,64    | 23.       | 93,04         | 11.           | 99,10    | 12.      | kiesett | kiesett  |
| Benjamin Savšek | Kenu egyes  | 98,82     | 1.        | 105,87    | 12.       | 98,82         | 2.            | 104,26   | 5.       | 98,25   |          |

Női
| Versenyző    | Versenyszám | Selejtező | Selejtező | Selejtező | Selejtező | Selejtező     | Selejtező     | Elődöntő | Elődöntő | Döntő   | Döntő    |
| Versenyző    | Versenyszám | 1. futam  | 1. futam  | 2. futam  | 2. futam  | Jobb eredmény | Jobb eredmény | Elődöntő | Elődöntő | Döntő   | Döntő    |
| Versenyző    | Versenyszám | Pont      | Hely.     | Pont      | Hely.     | Pont          | Hely.         | Pont     | Hely.    | Pont    | Helyezés |
| ------------ | ----------- | --------- | --------- | --------- | --------- | ------------- | ------------- | -------- | -------- | ------- | -------- |
| Eva Terčelj  | Kajak egyes | 115,93    | 15.       | 109,11    | 9.        | 109,11        | 11.           | 162,48   | 24.      | kiesett | kiesett  |
| Alja Kozorog | Kenu egyes  | 124,08    | 15.       | 113,07    | 7.        | 113,07        | 8.            | 129,72   | 12.      | kiesett | kiesett  |

## Kerékpározás

### Hegyi-kerékpározás
| Versenyző    | Versenyszám      | Idő     | Helyezés |
| ------------ | ---------------- | ------- | -------- |
| Tanja Žakelj | Női terepverseny | 1:24:38 | 21.      |

### Országúti kerékpározás
Férfi
| Versenyző     | Versenyszám   | Idő              | Helyezés |
| ------------- | ------------- | ---------------- | -------- |
| Tadej Pogačar | Mezőnyverseny | 6:06:33 (+1:07)  |          |
| Jan Polanc    | Mezőnyverseny | 6:15:38 (+10:12) | 43.      |
| Jan Tratnik   | Mezőnyverseny | 6:21:46 (+16:20) | 67.      |
| Primož Roglič | Mezőnyverseny | 6:11:46 (+6:20)  | 28.      |
| Primož Roglič | Időfutam      | 55:04,19         |          |

Női
| Versenyző     | Versenyszám   | Idő             | Helyezés |
| ------------- | ------------- | --------------- | -------- |
| Eugenia Bujak | Mezőnyverseny | 3:55:13 (+2:28) | 19.      |

## Kosárlabda

### Férfi
| Szlovén férfi kosárlabdacsapat-játékoskeret                                             | Szlovén férfi kosárlabdacsapat-játékoskeret                                                |
| --------------------------------------------------------------------------------------- | ------------------------------------------------------------------------------------------ |
| - Jaka Blažič - Vlatko Čančar - Jakob Čebašek - Žiga Dimec - Luka Dončić - Zoran Dragić | - Gregor Hrovat - Edo Murić - Aleksej Nikolić - Klemen Prepelič - Luka Rupnik - Mike Tobey |

#### Eredmények
Csoportkör
C csoport
| Hely. | Csapat              | M | Gy | V | P+  | P–  | Pk  | P | Továbbjutás |
| ----- | ------------------- | - | -- | - | --- | --- | --- | - | ----------- |
| 1.    | Szlovénia (SLO)     | 3 | 3  | 0 | 329 | 268 | +61 | 6 | Negyeddöntő |
| 2.    | Spanyolország (ESP) | 3 | 2  | 1 | 256 | 243 | +13 | 5 | Negyeddöntő |
| 3.    | Argentína (ARG)     | 3 | 1  | 2 | 268 | 276 | −8  | 4 | Negyeddöntő |
| 4.    | Japán (JPN) (R)     | 3 | 0  | 3 | 235 | 301 | −66 | 3 |             |

| 2021. július 26. 13:40 (6:40) | Argentína (ARG)              | 100–118   | Szlovénia (SLO) | Saitama Super Arena, Szaitama Játékvezetők: Steven Anderson (USA), Yohan Rosso (FRA), Yu Jung (TPE) |
| 2021. július 26. 13:40 (6:40) | (24–32, 18–30, 24–26, 34–30) |           |                 | Saitama Super Arena, Szaitama Játékvezetők: Steven Anderson (USA), Yohan Rosso (FRA), Yu Jung (TPE) |
| 2021. július 26. 13:40 (6:40) | Scola 23                     | Pont      | Dončić 48       | Saitama Super Arena, Szaitama Játékvezetők: Steven Anderson (USA), Yohan Rosso (FRA), Yu Jung (TPE) |
| 2021. július 26. 13:40 (6:40) | Deck 8                       | Lepattanó | Tobey 14        | Saitama Super Arena, Szaitama Játékvezetők: Steven Anderson (USA), Yohan Rosso (FRA), Yu Jung (TPE) |
| 2021. július 26. 13:40 (6:40) | Vildoza 5                    | Gólpassz  | Dončić 5        | Saitama Super Arena, Szaitama Játékvezetők: Steven Anderson (USA), Yohan Rosso (FRA), Yu Jung (TPE) |

| 2021. július 29. 13:40 (6:40) | Szlovénia (SLO)                          | 116–81    | Japán (JPN)           | Saitama Super Arena, Szaitama Játékvezetők: Aleksandar Glišić (SRB), Michael Weiland (CAN), Ferdinand Pascual (PHI) |
| 2021. július 29. 13:40 (6:40) | (29–23, 24–18, 27–23, 36–17) Jegyzőkönyv |           |                       | Saitama Super Arena, Szaitama Játékvezetők: Aleksandar Glišić (SRB), Michael Weiland (CAN), Ferdinand Pascual (PHI) |
| 2021. július 29. 13:40 (6:40) | Dončić 25                                | Pont      | Hacsimura 34          | Saitama Super Arena, Szaitama Játékvezetők: Aleksandar Glišić (SRB), Michael Weiland (CAN), Ferdinand Pascual (PHI) |
| 2021. július 29. 13:40 (6:40) | Tobey 11                                 | Lepattanó | Hacsimura, Vatanabe 7 | Saitama Super Arena, Szaitama Játékvezetők: Aleksandar Glišić (SRB), Michael Weiland (CAN), Ferdinand Pascual (PHI) |
| 2021. július 29. 13:40 (6:40) | Dončić 7                                 | Gólpassz  | Hacsimura, Tanaka 3   | Saitama Super Arena, Szaitama Játékvezetők: Aleksandar Glišić (SRB), Michael Weiland (CAN), Ferdinand Pascual (PHI) |

| 2021. augusztus 1. 17:20 (10:20) | Spanyolország (ESP)                      | 87–95     | Szlovénia (SLO)  | Saitama Super Arena, Szaitama Játékvezetők: Ademir Zurapović (BIH), Yohan Rosso (FRA), Matthew Kallio (CAN) |
| 2021. augusztus 1. 17:20 (10:20) | (24–20, 20–21, 26–27, 17–27) Jegyzőkönyv |           |                  | Saitama Super Arena, Szaitama Játékvezetők: Ademir Zurapović (BIH), Yohan Rosso (FRA), Matthew Kallio (CAN) |
| 2021. augusztus 1. 17:20 (10:20) | Rubio 18                                 | Pont      | Čančar 22        | Saitama Super Arena, Szaitama Játékvezetők: Ademir Zurapović (BIH), Yohan Rosso (FRA), Matthew Kallio (CAN) |
| 2021. augusztus 1. 17:20 (10:20) | Claver, M. Gasol 6                       | Lepattanó | Dončić, Tobey 14 | Saitama Super Arena, Szaitama Játékvezetők: Ademir Zurapović (BIH), Yohan Rosso (FRA), Matthew Kallio (CAN) |
| 2021. augusztus 1. 17:20 (10:20) | Rubio 6                                  | Gólpassz  | Dončić 9         | Saitama Super Arena, Szaitama Játékvezetők: Ademir Zurapović (BIH), Yohan Rosso (FRA), Matthew Kallio (CAN) |

Negyeddöntő
| 2021. augusztus 3. 10:00 (3:00) | Szlovénia (SLO)                          | 94–70     | Németország (GER) | Saitama Super Arena, Szaitama Játékvezetők: Ademir Zurapović (BIH), Matthew Kallio (CAN), Omar Bermúdez (MEX) |
| 2021. augusztus 3. 10:00 (3:00) | (25–14, 19–23, 22–17, 28–16) Jegyzőkönyv |           |                   | Saitama Super Arena, Szaitama Játékvezetők: Ademir Zurapović (BIH), Matthew Kallio (CAN), Omar Bermúdez (MEX) |
| 2021. augusztus 3. 10:00 (3:00) | Dragić 27                                | Pont      | Lô 11             | Saitama Super Arena, Szaitama Játékvezetők: Ademir Zurapović (BIH), Matthew Kallio (CAN), Omar Bermúdez (MEX) |
| 2021. augusztus 3. 10:00 (3:00) | Tobey 11                                 | Lepattanó | Bonga 7           | Saitama Super Arena, Szaitama Játékvezetők: Ademir Zurapović (BIH), Matthew Kallio (CAN), Omar Bermúdez (MEX) |
| 2021. augusztus 3. 10:00 (3:00) | Dončić 11                                | Gólpassz  | Bonga 3           | Saitama Super Arena, Szaitama Játékvezetők: Ademir Zurapović (BIH), Matthew Kallio (CAN), Omar Bermúdez (MEX) |

Elődöntő
| 2021. augusztus 5. 20:00 (13:00) | Franciaország (FRA)                      | 90–89     | Szlovénia (SLO) | Saitama Super Arena, Szaitama Játékvezetők: Guilherme Locatelli (BRA), Juan Fernández (ARG), Mārtiņš Kozlovskis (LAT) |
| 2021. augusztus 5. 20:00 (13:00) | (27–29, 15–15, 29–21, 19–24) Jegyzőkönyv |           |                 | Saitama Super Arena, Szaitama Játékvezetők: Guilherme Locatelli (BRA), Juan Fernández (ARG), Mārtiņš Kozlovskis (LAT) |
| 2021. augusztus 5. 20:00 (13:00) | De Colo 25                               | Pont      | Tobey 23        | Saitama Super Arena, Szaitama Játékvezetők: Guilherme Locatelli (BRA), Juan Fernández (ARG), Mārtiņš Kozlovskis (LAT) |
| 2021. augusztus 5. 20:00 (13:00) | Gobert 16                                | Lepattanó | Dončić 10       | Saitama Super Arena, Szaitama Játékvezetők: Guilherme Locatelli (BRA), Juan Fernández (ARG), Mārtiņš Kozlovskis (LAT) |
| 2021. augusztus 5. 20:00 (13:00) | De Colo 5                                | Gólpassz  | Dončić 18       | Saitama Super Arena, Szaitama Játékvezetők: Guilherme Locatelli (BRA), Juan Fernández (ARG), Mārtiņš Kozlovskis (LAT) |

Bronzmérkőzés
| 2021. augusztus 7. 20:00 (13:00) | Szlovénia (SLO)                          | 93–107    | Ausztrália (AUS) | Saitama Super Arena, Szaitama Játékvezetők: Roberto Vázquez (PUR), Yohan Rosso (FRA), Matthew Kallio (CAN) |
| 2021. augusztus 7. 20:00 (13:00) | (19–20, 26–33, 22–25, 26–29) Jegyzőkönyv |           |                  | Saitama Super Arena, Szaitama Játékvezetők: Roberto Vázquez (PUR), Yohan Rosso (FRA), Matthew Kallio (CAN) |
| 2021. augusztus 7. 20:00 (13:00) | Dončić 22                                | Pont      | Mills 42         | Saitama Super Arena, Szaitama Játékvezetők: Roberto Vázquez (PUR), Yohan Rosso (FRA), Matthew Kallio (CAN) |
| 2021. augusztus 7. 20:00 (13:00) | Dončić 8                                 | Lepattanó | Ingles 9         | Saitama Super Arena, Szaitama Játékvezetők: Roberto Vázquez (PUR), Yohan Rosso (FRA), Matthew Kallio (CAN) |
| 2021. augusztus 7. 20:00 (13:00) | Dončić 7                                 | Gólpassz  | Mills 9          | Saitama Super Arena, Szaitama Játékvezetők: Roberto Vázquez (PUR), Yohan Rosso (FRA), Matthew Kallio (CAN) |

| Csapat          | Helyezés |
| --------------- | -------- |
| Szlovénia (SLO) | 4.       |

## Sportlövészet
Női
| Versenyző    | Versenyszám           | Selejtező | Selejtező | Döntő   | Döntő    |
| Versenyző    | Versenyszám           | Pont      | Helyezés  | Pont    | Helyezés |
| ------------ | --------------------- | --------- | --------- | ------- | -------- |
| Živa Dvoršak | Légpuska              | 627,2     | 11.       | kiesett | kiesett  |
| Živa Dvoršak | Sportpuska, összetett | 1173      | 7.        | 406,2   | 7.       |

## Sportmászás
| Versenyző      | Versenyszám | Selejtező                   | Selejtező                                   | Selejtező                              | Selejtező         | Selejtező         | Selejtező      | Selejtező      | Selejtező      | Selejtező      | Selejtező      | Selejtező      | Selejtező        | Selejtező        | Selejtező        | Selejtező        | Selejtező        | Összesítés | Összesítés |
| Versenyző      | Versenyszám | Gyorsasági mászás           | Gyorsasági mászás                           | Gyorsasági mászás                      | Gyorsasági mászás | Gyorsasági mászás | Boulder mászás | Boulder mászás | Boulder mászás | Boulder mászás | Boulder mászás | Boulder mászás | Boulder mászás   | Nehézségi mászás | Nehézségi mászás | Nehézségi mászás | Nehézségi mászás | Összesítés | Összesítés |
| Versenyző      | Versenyszám | A                           | B                                           | Jobb idő                               | Pont              | Hely.             | 1              | 2              | 3              | 4              | Összesítés     | Pont           | Hely.            | Elért zóna       | idő              | Pont             | Hely.            | Pont       | Hely.      |
| -------------- | ----------- | --------------------------- | ------------------------------------------- | -------------------------------------- | ----------------- | ----------------- | -------------- | -------------- | -------------- | -------------- | -------------- | -------------- | ---------------- | ---------------- | ---------------- | ---------------- | ---------------- | ---------- | ---------- |
| Janja Garnbret | Női         | 9,44                        | 10,32                                       | 9,44                                   | 14                | 14.               | T1z1           | T1z1           | T1z1           | T1z1           | 4T4z 4 4       | 1              | 1.               | 30               | -                | 4                | 4.               | 56         | 1.         |
| Mia Krampl     | Női         | 10,43                       | 10,44                                       | 10,43                                  | 18                | 18.               | z1             | z1             | z1             | z2             | 0T4z 0 5       | 14             | 14.              | 26+              | 3,16             | 7                | 7.               | 1764       | 18.        |
| Versenyző      | Versenyszám | Döntő                       | Döntő                                       | Döntő                                  | Döntő             | Döntő             | Döntő          | Döntő          | Döntő          | Döntő          | Döntő          | Döntő          | Döntő            | Döntő            | Döntő            | Döntő            | Döntő            | Döntő      | Helyezés   |
| Versenyző      | Versenyszám | Gyorsasági mászás           | Gyorsasági mászás                           | Gyorsasági mászás                      | Gyorsasági mászás | Gyorsasági mászás | Boulder mászás | Boulder mászás | Boulder mászás | Boulder mászás | Boulder mászás | Boulder mászás | Nehézségi mászás | Nehézségi mászás | Nehézségi mászás | Nehézségi mászás | Összesítés       | Összesítés | Helyezés   |
| Versenyző      | Versenyszám | Negyeddöntő                 | Elődöntő                                    | Döntő                                  | Pont              | Hely.             | 1              | 2              | 3              | Összesítés     | Pont           | Hely.          | Elért zóna       | idő              | Pont             | Hely.            | Pont             | Hely.      | Helyezés   |
| Versenyző      | Versenyszám | Ellenfél Győztes idő        | Ellenfél Győztes idő                        | Ellenfél Győztes idő                   | Pont              | Hely.             | 1              | 2              | 3              | Összesítés     | Pont           | Hely.          | Elért zóna       | idő              | Pont             | Hely.            | Pont             | Hely.      | Helyezés   |
| Janja Garnbret | Női         | Anouck Jaubert (FRA) · 7,40 | 5–8. helyért · Brooke Raboutou (USA) · 8,67 | 5. helyért · Jessica Pilz (AUT) · 7,81 | 5                 | 5.                | T4z1           | T1z1           | z1             | 2T3z 5 3       | 1              | 1.             | 37+              | -                | 1                | 1.               | 5                | 1.         |            |
| Mia Krampl     | Női         | kiesett                     | kiesett                                     | kiesett                                | kiesett           | kiesett           | kiesett        | kiesett        | kiesett        | kiesett        | kiesett        | kiesett        | kiesett          | kiesett          | kiesett          | kiesett          | kiesett          | kiesett    | 18.        |

## Taekwondo
Férfi
| Versenyző      | Versenyszám | Nyolcaddöntő               | Negyeddöntő                    | Elődöntő          | Vigaszág elődöntő            | Bronz- mérkőzés                   | Döntő             | Helyezés |
| Versenyző      | Versenyszám | Ellenfél Eredmény          | Ellenfél Eredmény              | Ellenfél Eredmény | Ellenfél Eredmény            | Ellenfél Eredmény                 | Ellenfél Eredmény | Helyezés |
| -------------- | ----------- | -------------------------- | ------------------------------ | ----------------- | ---------------------------- | --------------------------------- | ----------------- | -------- |
| Ivan Trajkovič | Nehézsúly   | Anthony Obame (GAB) · 26-5 | Vlagyiszlav Larin (ROC) · 3-16 |                   | Pita Taufatofua (TGA) · 22-1 | In Gjodon (In Gyodon) (KOR) · 4-5 |                   | 5.       |

## Torna

### Ritmikus gimnasztika
| Versenyző             | Versenyszám | Selejtező | Selejtező | Selejtező | Selejtező | Selejtező | Selejtező | Selejtező | Selejtező | Selejtező | Selejtező | Döntő   | Döntő   | Döntő   | Döntő   | Döntő    | Döntő    | Döntő   | Döntő   | Döntő    | Döntő    | Helyezés |
| Versenyző             | Versenyszám | Karika    | Karika    | Labda     | Labda     | Buzogány  | Buzogány  | Szalag    | Szalag    | Összesen  | Összesen  | Karika  | Karika  | Labda   | Labda   | Buzogány | Buzogány | Szalag  | Szalag  | Összesen | Összesen | Helyezés |
| Versenyző             | Versenyszám | Pont      | Hely.     | Pont      | Hely.     | Pont      | Hely.     | Pont      | Hely.     | Pont      | Hely.     | Pont    | Hely.   | Pont    | Hely.   | Pont     | Hely.    | Pont    | Hely.   | Pont     | Hely.    | Helyezés |
| --------------------- | ----------- | --------- | --------- | --------- | --------- | --------- | --------- | --------- | --------- | --------- | --------- | ------- | ------- | ------- | ------- | -------- | -------- | ------- | ------- | -------- | -------- | -------- |
| Jekaterina Vedenejeva | Egyéni      | 22,800    | 17.       | 23,550    | 15.       | 22,550    | 18.       | 20,800    | 11.       | 89,700    | 16.       | kiesett | kiesett | kiesett | kiesett | kiesett  | kiesett  | kiesett | kiesett | kiesett  | kiesett  | 16.      |

## Úszás
Férfi
| Versenyző  | Versenyszám | Előfutam | Előfutam | Előfutam | Döntő   | Döntő    |
| Versenyző  | Versenyszám | Idő      | Hely.    | Össz.    | Idő     | Helyezés |
| ---------- | ----------- | -------- | -------- | -------- | ------- | -------- |
| Martin Bau | 400 m gyors | 3:52,56  | 2.       | 24.      | kiesett | kiesett  |
| Martin Bau | 800 m gyors | 8:04,79  | 3.       | 32.      | kiesett | kiesett  |

Női
| Versenyző   | Versenyszám      | Előfutam | Előfutam | Előfutam | Elődöntő | Elődöntő | Elődöntő | Döntő     | Döntő    |
| Versenyző   | Versenyszám      | Idő      | Hely.    | Össz.    | Idő      | Hely.    | Össz.    | Idő       | Helyezés |
| ----------- | ---------------- | -------- | -------- | -------- | -------- | -------- | -------- | --------- | -------- |
| Janja Šegel | 100 m gyors      | 54,73    | 8.       | 24.      | kiesett  | kiesett  | kiesett  | kiesett   | kiesett  |
| Janja Šegel | 200 m gyors      | 1:58,38  | 6.       | 17.      | kiesett  | kiesett  | kiesett  | kiesett   | kiesett  |
| Katja Fain  | 800 m gyors      | 8:41,13  | 4.       | 26.      |          |          |          | kiesett   | kiesett  |
| Katja Fain  | 1500 m gyors     | 16:35,92 | 8.       | 30.      |          |          |          | kiesett   | kiesett  |
| Katja Fain  | 400 m vegyes     | 4:44,66  | 1.       | 15.      |          |          |          | kiesett   | kiesett  |
| Špela Perše | 10 km nyílt vízi |          |          |          |          |          |          | 2:08:33,0 | 24.      |

## Vitorlázás
Férfi
| Versenyző      | Versenyszám | Futam | Futam | Futam | Futam | Futam | Futam | Futam | Futam | Futam | Futam | Futam   | Pontszám | Helyezés |
| Versenyző      | Versenyszám | 1     | 2     | 3     | 4     | 5     | 6     | 7     | 8     | 9     | 10    | É       | Pontszám | Helyezés |
| -------------- | ----------- | ----- | ----- | ----- | ----- | ----- | ----- | ----- | ----- | ----- | ----- | ------- | -------- | -------- |
| Žan Luka Zelko | Laser       | 8     | 23    | 29    | 17    | 31    | (36)  | 20    | 26    | 5     | 19    | kiesett | 178      | 26.      |

Női
| Versenyző                  | Versenyszám    | Futam | Futam | Futam | Futam | Futam | Futam | Futam | Futam | Futam | Futam | Futam | Pontszám | Helyezés |
| Versenyző                  | Versenyszám    | 1     | 2     | 3     | 4     | 5     | 6     | 7     | 8     | 9     | 10    | É     | Pontszám | Helyezés |
| -------------------------- | -------------- | ----- | ----- | ----- | ----- | ----- | ----- | ----- | ----- | ----- | ----- | ----- | -------- | -------- |
| Veronika Macarol Tina Mrak | 470-es osztály | 8     | (16)  | 6     | 9     | 4     | 7     | 3     | 9     | 2     | 7     | 14    | 69       | 5.       |